# Holly Edmondston
Holly Edmondston (5 de diciembre de 1996) es una deportista neozelandesa que compite en ciclismo en la modalidad de pista. Ganó una medalla de bronce en el Campeonato Mundial de Ciclismo en Pista de 2019, en la prueba de persecución por equipos.

## Medallero internacional
| Campeonato Mundial | Campeonato Mundial | Campeonato Mundial | Campeonato Mundial      |
| Año                | Lugar              | Medalla            | Competición             |
| ------------------ | ------------------ | ------------------ | ----------------------- |
| 2019               | Pruszków (Polonia) | Medalla de bronce  | Persecución por equipos |